# Приливи и отливи
Приливът е периодично настъпателно движение на океанската и морската вода към сушата, а отливът е периодичното отстъпателно движение на океанската и морската вода от сушата, под влияние на Луната и Слънцето.

## Причина
Причината за тяхната поява са различните стойности на гравитационното поле в противоположните части на Земята. Тази страна на Земята, която е по-близко до Луната, се притегля с по-голяма сила в сравнение с отдалечената от Луната страна. Земята се завърта около оста си веднъж в денонощието, следователно всяка точка от планетата преминава два пъти през прилив и два пъти през отлив за 24 часа или на всеки 6 часа се редуват приливи и отливи. За да сме съвсем точни, те се редуват през около 24 часа и 50 минути – синодалният цикъл на Луната.
Слънцето също допринася за приливите и отливите, но с много по-малък ефект. Използвайки уравнението на Нютон:
{\displaystyle F={\frac {GMm}{R^{2}}}}
(където M и m са съответно масите, R разстоянието между тях, а G универсалната гравитационна константа) се оказва, че гравитационната сила между Слънцето и Земята е около 180 пъти по-голяма от тази между Луната и Земята. Но силата на приливите и отливите не е 180 пъти по-голяма. Това е така, защото причината за тях е разликата в големините на гравитационното поле на по-близката и на по-далечната от Слънцето страна на Земята.

## Обяснение
Поради огромното разстояние тази процентна разлика по протежение на земния диаметър е 0,017%. За сравнение процентната разлика за Луната е 6,7%. Имайки предвид по-голямата сила на привличане от Слънцето, процентната разлика за Слънцето става 0,017 х 180 = 3% което показва, че влиянието на Слънцето е около 2 пъти по-слабо от това на Луната. Приливите и отливите са най-значителни по време на новолуние и пълнолуние, тъй като Луната, Земята и Слънцето са на една линия и ефектът от Слънцето и Луната се засилва.
По това време се засилва и вероятността от земетресения, понеже разликите в гравитационното привличане влияят не само на моретата и океаните, но и на твърдата земя. Повдигането на нивото на океаните е около 1 метър над средното, което означава, че между прилив и отлив разликата е обикновено 2 метра.

## История
Исак Нютон поставя основите на математическото обяснение на приливите и отливите в неговото произведение Philosophiae Naturalis Principia Mathematica, издадено през 1687 г. През 1740 г. Кралската академия на науките в Париж обявява конкурс и награда за най-доброро теоретично обяснение на приливите и отливите. Даниел Бернули, Антоан Кавалиери, Леонард Ойлер и Колин Маклорен си поделят наградата. Последният използва теорията на Нютон, за да докаже как сферично тяло, поставено в нехомогенно гравитационно поле, може да добие формата на яйце. Ойлер е този, който осъзнава, че хоризонталната, а не вертикалната компонента на приливната сила е причина за приливите. Първата огромна крачка в теоретичната формулировка на водните приливи прави Пиер-Симон Лаплас, който предлага система от частни диференциални уравнения, свързващи хоризонталния поток с нивото на океаните. Тези уравнения се използват и до днес.

## Икономическо значение
Придвижнването на големи обеми вода по време на приливите и отливите дава възможност за създаването на приливни ВЕЦ.